# École doctorale
Na França, as écoles doctorales são organizações internas aos estabelecimentos públicos habilitados a emitir o diploma de doutor, sendo destinadas a organizar a formação doutoral.

## Missão dasécoles doctorales
As écoles doctorales possuem como missão:
- Aplicar uma política de escolha dos candidatos de doutorado, baseada em critérios explícitos e públicos; organizam, dentro das normas dos estabelecimentos, os recrutamentos para os contratos que lhes são destinados, especialmente os contratos doutorais;
- Assegurar a qualidade da orientação dos doutorandos pelas unidades e equipes de pesquisa, vigiando o respeito da convenção de tese[nota 2] e aplicando-a. Elas propiciam aos doutorandos a preparação e a defesa de suas teses nas melhores condições;
- Organizar o compartilhamento científicos e intelectual entre doutorandos, eventualmente dentro de um colégio das écoles doctorales;
- Propor aos doutorandos as formações úteis a seus projetos de pesquisa e a seus projetos profissionais, e também formações necessárias a aquisição de uma cultura científica estendida. Essas formações devem não somente permitir a preparação dos doutores à profissão de pesquisador no setor público e na industria, mas também, de forma generalizada, a todas profissões que requerem as competências obtidas através da prática da pesquisa. Elas podem ser organizadas com a participação de outros organismos públicos e privados;
- Definir um dispositivo de suporte ao prosseguimento da carreira dos doutores, tanto nos estabelecimentos públicos quanto no setor privado, estabelecido com colaboração de organismos ou associações cujos objetivos são iguais, e possuindo, caso necessário, um sistema de avaliação das competências adquiridas;
- Organizar um acompanhamento do prosseguimento da carreira dos doutores e, mais generalizadamente, do conjunto de doutores que elas receberam;
- Possibilitar uma abertura européia e internacional, principalmente no caso de cooperações conduzidas com estabelecimentos do ensino superior ou centros de pesquisa estrangeiros, em particular através da promoção de co-orientações internacionais de tese.